# Filmographie de Daffy Duck
Cet article recense les films, courts et longs métrages, dans lesquels Daffy Duck est apparu depuis 1937.
Un titre suivi d'un astérisque (*) indique que le film original fait partie du domaine public.
| \| Sommaire (par années) \| |
| - 1937 - 1938 - 1939 1940 - 1941 - 1942 - 1943 - 1944 - 1945 - 1946 - 1947 - 1948 - 1949 1950 - 1951 - 1952 - 1953 - 1954 - 1955 - 1956 - 1957 - 1958 - 1959 Années 1960 - Années 1970 - Années 1980 - Années 1990 Années 2000 - Années 2010 - Années 2020 |
| En duo avec Speedy Gonzales (1965-1980) |
| Sommaire (par années) |

## Années 1930

### 1937
- Porky va à la chasse (Porky's Duck Hunt)

### 1938
- Daffy et l'Apprenti chasseur (Daffy Duck and Egghead)
- What Price Porky
- Porky et Daffy (Porky & Daffy)
- Le docteur Daffy (The Daffy Doc)
- Daffy à Hollywood (Daffy Duck in Hollywood)

### 1939
- Daffy et le Dinosaure (Daffy Duck and the Dinosaur)
- Porky a peur d'être scalpé (Scalp Trouble)
- Wise Quacks
- Naughty Neighbors (courte apparition)

## Années 1940

### 1940
- Porky's Last Stand
- Vous devriez faire du cinéma (You Ought to be in Pictures)

### 1941
- A Coy Decoy
- Le Divorce de Daffy (The Henpecked Duck)

### 1942
- Conrad le marin (Conrad the Sailor)
- Un dur hiver pour Daffy (Daffy's Southern Exposure)
- The Impatient Patient
- The Ducktators (courte apparition)
- Daffy chez les indiens (The Daffy Duckaroo) (version originale en N&B)
- My Favorite Duck

### 1943
- Être ou ne pas être canardé (To Duck or not to Duck)
- The Wise Quacking Duck
- Daffy imprésario (Yankee Doodle Daffy)
- Porky à l'hôtel (Porky's Pig Feat)  Première apparition furtive de Bugs Bunny comme partenaire
- Scrap Happy Daffy
- Daffy le héros (Daffy - The Commando) de Friz Freleng

### 1944
- Denis Dindon et Daffy Duck (Tom Turk and Daffy)
- Boulot, dodo, boulot (Tick Tock Tuckered)
- Chasse en cours (Duck Soup to Nuts)
- Slightly Daffy
- Daffy part en mission (Plane Daffy)
- Stupide Cupidon (The Stupid Cupid)

### 1945
- Daffy recruté (Draftee Daffy)
- Une petite peste (Ain't That Ducky)
- Un animal trop familier (Nasty Quacks)

### 1946
- Revue littéraire (Book Revue)
- Biberons et Confusions (Baby Bottleneck)
- Daffy Doodles
- Hollywood Daffy
- Tire-lire à tire-larigot (The Great Piggy Bank Robbery)

### 1947
- Birth of a Notion
- Along Came Daffy
- Un bruit qui court (A Pest in the House)
- Mexican Joyride

### 1948
- Le plus malin, c'est Daffy ! (What Makes Daffy Duck)
- Daffy a dormi là (Daffy Duck Slept Here)
- Daffy baby-sitter (The Up-Standing Sitter)
- Poulet malgré lui (You Were Never Duckier)
- Voir devise et mourir (Daffy Dilly)
- Riff Raffy Daffy
- Un vendeur explosif (The Stupor Salesman)

### 1949
- Un esclave de choix (Wise Quackers)
- Le dindon de la force (Holiday For Drumsticks)
- Un canard complètement givré (Daffy Duck Hunt)

## Années 1950

### 1950
- Un canard dans le moteur (Boobs in the Woods)
- Le Mouron rouge (The Scarlet Pumpernickel)
- Tendre moitié (His Bitter Half)
- Histoire d'œufs (Golden Yeggs)
- Questions pour un cochon (The Ducksters)

### 1951
- Chassé-croisé (Rabbit Fire)
- Daffy la terreur (Drip-Along Daffy)
- Un canard envahissant (The Prize Pest)

### 1952
- Pouce je passe (Thumb Fun)
- Daffy change de peau ou Un empaillé vivant (Cracked Quack)
- Conflit de canard (Rabbit Seasoning)
- Série noire pour un canard (The Super Snooper)
- Assurance fou risque (Fool Coverage)

### 1953
- Farce au canard (Duck Amuck)
- Du muscle, rien que du muscle (Muscle Tussle)
- Duck Dodgers au XXIVe siècle et des poussières (Duck Dodgers in the 24 1/2th Century)
- Qui va à la chasse ? (Duck! Rabbit! Duck!)

### 1954
- Bonjour les dégâts ! (Design for Leaving)
- Un chasseur sans cœur (Quack Shot)
- Le Vengeur masqué (My Little Duckaroo)

### 1955
- Bunny et le haricot magique (Beanstalk Bunny)
- Bugs Bunny au Sahara (Sahara Hare) (caméo)
- Dur métier (Stork Naked)
- Une vie sans histoire (This is a Life?)
- Tel est pris qui croyait prendre (Dime to Retire)

### 1956
- Blagues dans le coin-coin (The High and the Flighty)
- La Patrouille de l'espace (Rocket Squad)
- Daffy super héros (Stupor Duck)
- Une étoile haineuse (A Star Is Bored)
- Élémentaire, ma chère (Deduce, You Say)

### 1957
- Ali Baba Bunny (idem)
- Peter coin-coin ou Mission cavalière (Boston Quackie)
- La musique adoucit le diable ou Lâche mais stupide (Ducking the Devil)
- Daffy Duck superstar (Show Biz Bugs)

### 1958
- Ne nous hachons pas (Don't Axe Me)
- Daffy des bois (Robin Hood Daffy)
- Le Singe d'une nuit d'été (Apes of Wrath) (caméo)

### 1959
- Nuit de Chine (China Jones)
- La Bête à concours (People are Bunny)

## Années 1960

### 1960
- Bugs ! (Person to Bunny)

### 1961
- Un lapin pour le yéti (The Abominable Snow Rabbit)
- Pas sortis de l'auberge (Daffy's Inn Trouble)

### 1962
- Des larmes de crocodile (Quackodile Tears)
- Tout doit disparaître (Good Noose)

### 1963
- Daffy en mauvaise compagnie (Fast Buck Duck)
- Le Lapin à l'oseille (The Million Hare)
- Le canard, l'or et le rat (Aqua Duck)

### 1964
- Le Défi de Daffy (The Iceman Ducketh)

### 1965
- Le Canard canardé (Suppressed Duck)
- Super mémé (Corn on the Cop)
- Tête-à-tête trouble (Tease for Two)

### En duo avec Speedy Gonzales (1965-1980)

#### 1965
- On a toujours besoin d'une petite souris chez soi (It's Nice to Have a Mouse Around the House)
- Viva Daffy (Assault and Peppered)
- Moby Duck
- Well Worn Daffy
- Tel épis qui croyait prendre (Chili Corn Corny)
- En piste pour le twist (Go Go Amigo)

#### 1966
- Une cohabitation d'enfer (The Astroduck)
- Feather Finger
- Mucho Locos
- Daffy à votre service (Daffy Rents)
- Ma sorcière mal-aimée ou Superstitions (A-Haunting We Will Go)
- Mexican Mouse-Piece
- A Squeak in the Deep
- L'herbe au chat (A Taste of Catnip)
- Snow Excuse

#### 1967
- Daffy's Diner
- Bienvenue au club (Quacker Tracker)
- The Music Mice-Tro
- Pour quelques fromages de plus (The Spy Swatter)
- La Ville fantôme (Speedy Ghost to Town)
- Rodent to Stardom
- Go Away Stowaway
- Cette fiesta, quel fiasco ! (Fiesta Fiasco)

#### 1968
- Skyscraper Caper
- La Machine à remonter le temps ou Les Gladiateurs (See Ya Later Gladiator)

#### 1980
- The Chocolate Chase (fait partie de Daffy Duck: l'œuf-orie de Pâques)

## Années 1970

### 1972
- Daffy Duck and Porky Pig Meet the Groovie Goolies

### 1979
- Bugs Bunny, Bip-Bip : Le Film-poursuite

## Années 1980

### 1980
- Daffy Duck : L'Œuf-orie de Pâques (Daffy Duck's Easter Show) (compilation de courts métrages, TV)
- The Yolk's on You (fait partie de « Daffy Duck: l'œuf-orie de Pâques »)
- Daffy Flies North (fait partie de « Daffy Duck: l'œuf-orie de Pâques »)
- Duck Dodgers et le retour du XXIVe siècle et des poussières (Duck Dodgers and the Return of the 24½th Century)

### 1983
- L'Île fantastique de Daffy Duck (compilation de courts métrages)

### 1987
- Daffy exorciste (The Duxorcist)

### 1988
- SOS Daffy Duck (Daffy Duck's Quacbusters) (compilation de courts métrages)
- La Nuit du canard vivant (Night of the Living Duck) (fait partie de SOS Daffy Duck)
- Qui veut la peau de Roger Rabbit ? (long métrage cinéma)

## Années 1990

### 1990
- Billet s'il vous plaît (Box-Office Bunny)

### 1991
- (Blooper) Bunny

### 1992
- Invasion of the Bunny Snatchers
- Carrotblanca (idem)

### 1996
- Super Défi Duck (Superior Duck)
- Space Jam (long métrage cinéma)

## Années 2000

### 2003
- Duck Dodgers dans l'attaque des drones (Attack of the Drones)
- Les Looney Tunes passent à l'action (Looney Tunes: Back in Action) (long métrage cinéma)

### 2004
- Duck Dodgers (série télévisée) (2004-2011)
- Daffy Duck président (Daffy Duck for President)

### 2006
- Le Noël des Looney Tunes (Bah Humduck! A Looney Tunes Christmas)

## Années 2010
- Looney Tunes Show (The Looney Tunes Show) (2011-2013) (nouvelle apparence)
- Looney Tunes : Cours, lapin, cours (film sorti directement en DVD - 2015)
- Bugs ! Une Production Looney Tunes (Wabbit: A Looney Tunes Prod.) (2015-2020) (retour à la comédie)

## Années 2020
- Looney Tunes Cartoons (2020-2023)
- Space Jam : Nouvelle ère (2021)
- Bugs Bunny Constructeurs (2022-)
- Tiny Toons Looniversité (2023-)
- Looney Tunes : Daffy et Porky sauvent le monde (2025)